# Addio, addio
"Addio, addio" (em português:"Adeus, Adeus") foi a canção que representou a Itália no Festival Eurovisão da Canção 1962 que teve lugar no Luxemburgo. 
A referida canção foi interpretada em italiano por Claudio Villa. Foi a décima-quinta e penúltima canção a ser interpretada na noite do evento, a seguir à canção do Luxemburgo "Petit bonhomme" , cantada por Camillo Felgen e antes da canção do Mónaco "Dis rien", interpretada por François Deguelt . Terminou a competição em 9.º lugar, tendo recebido apenas três pontos. No ano seguinte, em 1963, a Itália floi representada por Emilio Pericoli que cantou "Uno per tutte".

## Autores
- Letrista: Franco Migliacci
- Compositor: Domenico Modugno
- Orquestrador: Cinico Angelini

## Letra
A canção é uma balada, na qual Villa tenta lidar com o fim de um relacionamento. Ele canta que "o nosso amor tornou-se como o sal da água do mar / Nossos lábios ressequidos não tenho palavras mais", mas se agarra à esperança de que "Não é verdade que o nosso amor acabou", ou mesmo como ele despedidas sua ex-amante para a última vez que ele canta "nós amamos uns aos outros e que está terminando".